# Усень-Івановське
Усе́нь-Іва́новське (рос. Усень-Ивановское, башк. Өҫән-Ивановка) — село у складі Белебеївського району Башкортостану, Росія. Адміністративний центр Усень-Івановської сільської ради.
Населення — 882 особи (2010; 926 в 2002).
Національний склад:
- росіяни — 89 %

## Відомі люди
Село пов'язане з ім'ям Марини Цвєтаєвої, яка приїжджала на кумисолікування в Усень-Івановське влітку 1911 року.

## Галерея

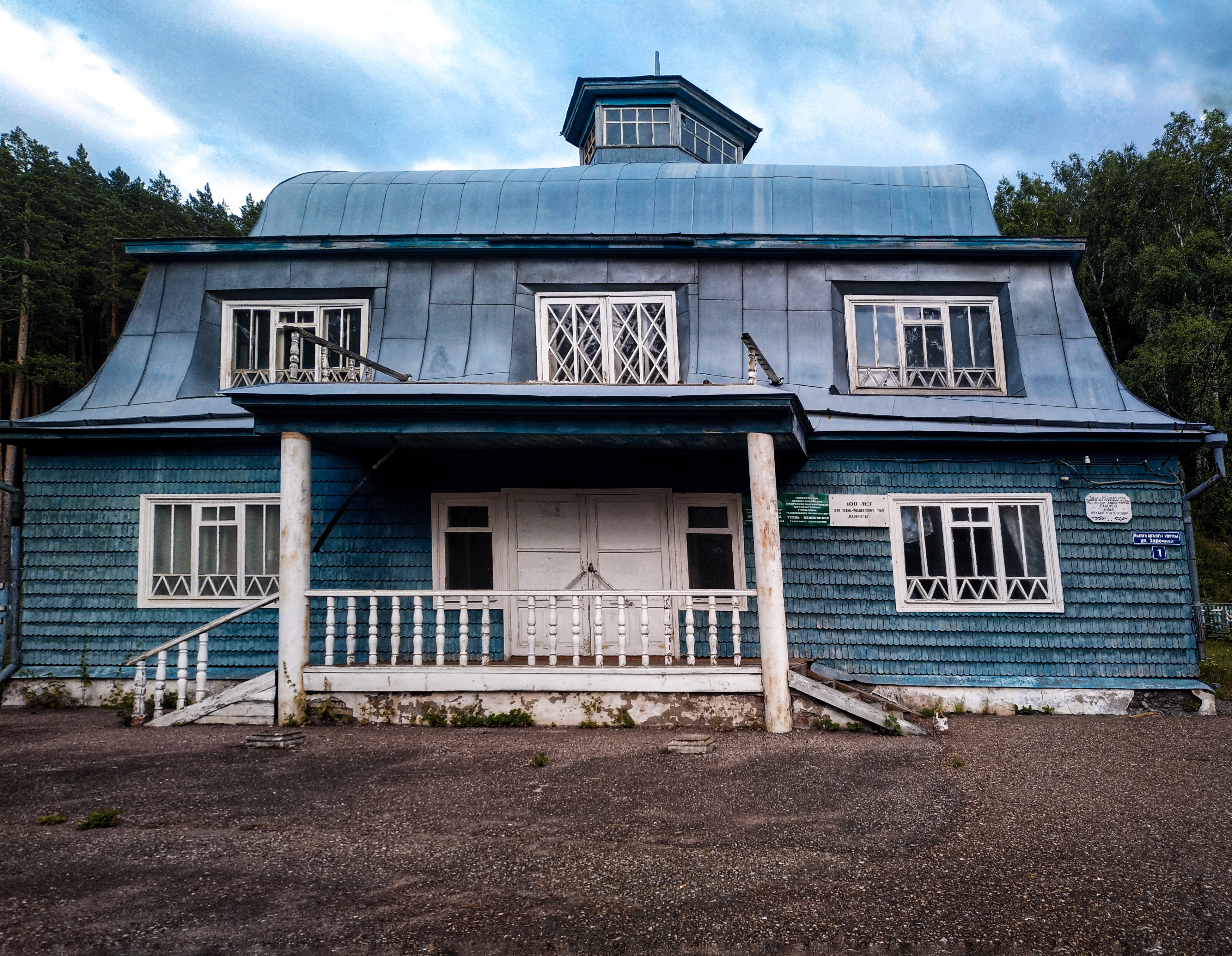
Будинок-музей Марини Цвєтаєвої
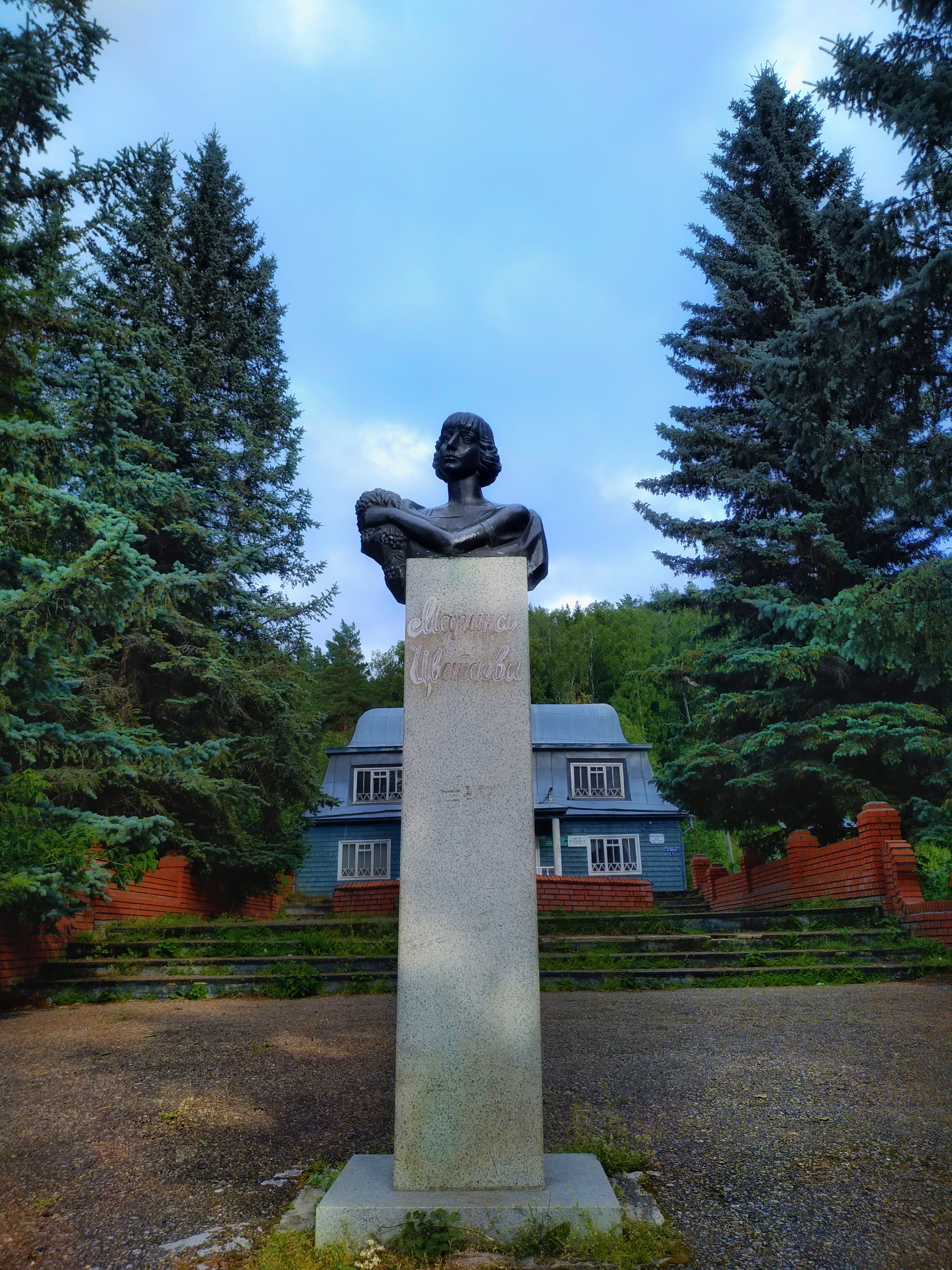
Пам'ятник Марині Цвєтаєвій
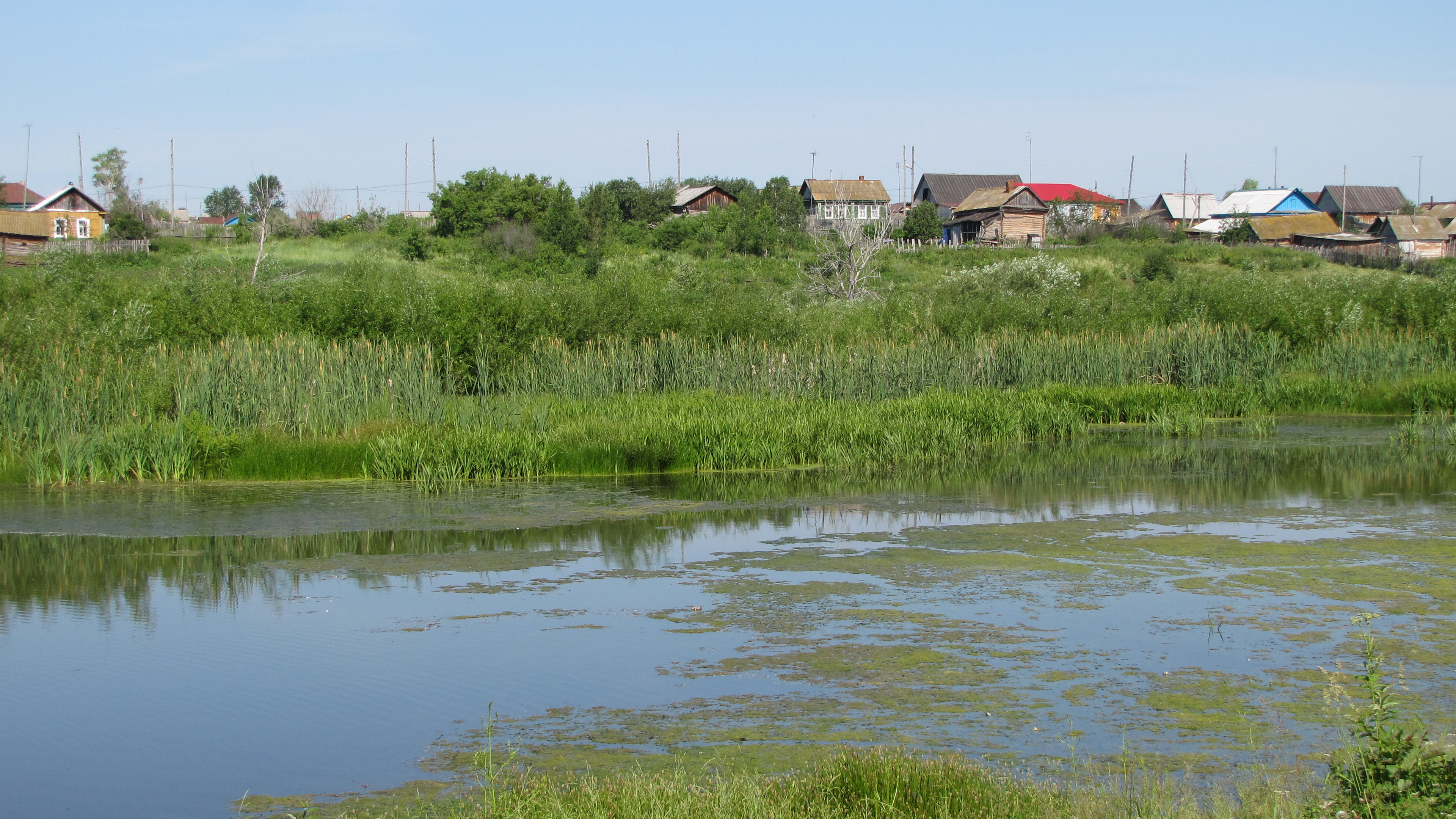
Ставок